# Шорин, Александр Фёдорович (изобретатель)

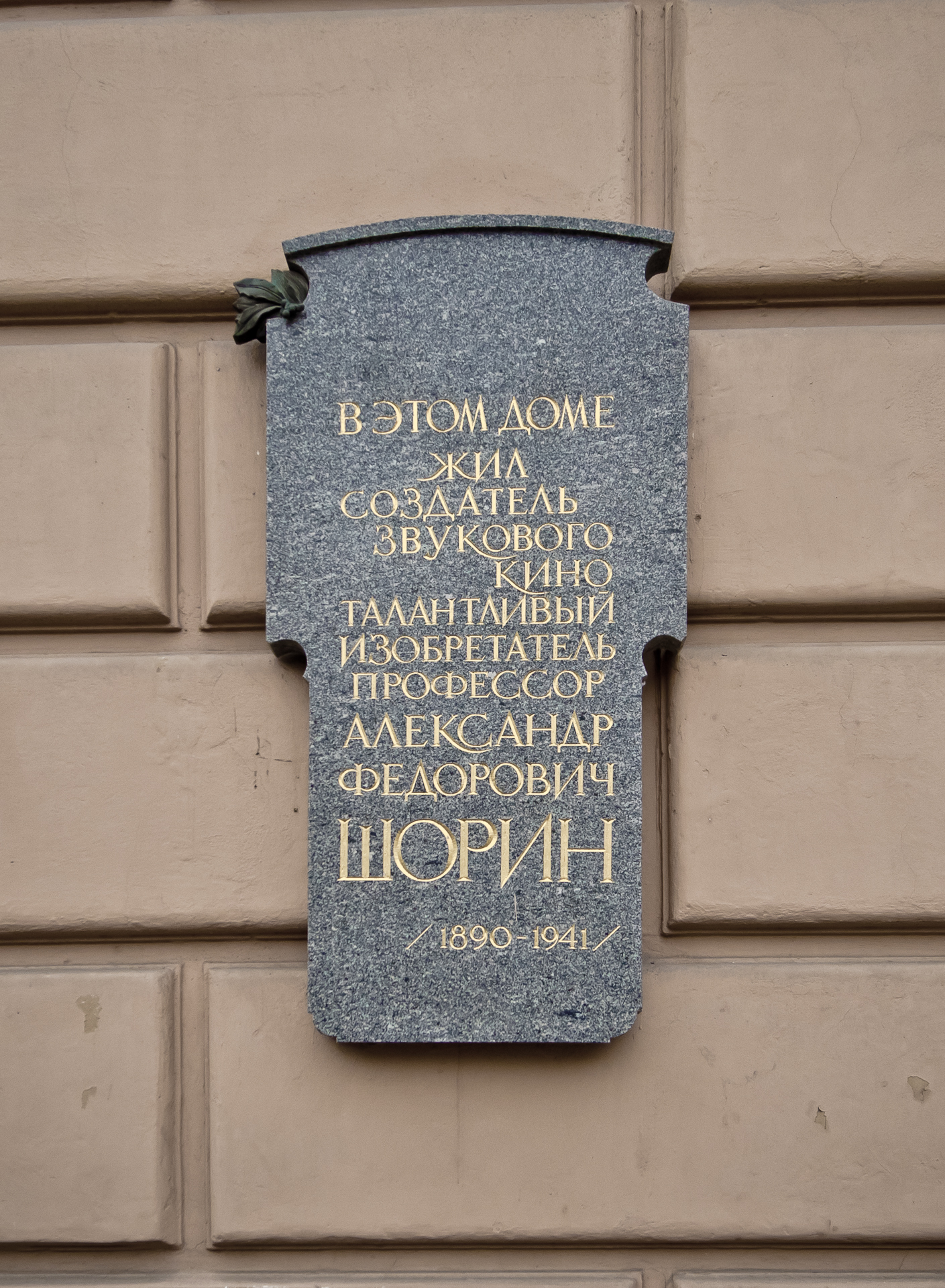
Мемориальная доска в Санкт-Петербурге (ул. Блохина, д. 6)

Александр Фёдорович Шо́рин (23 ноября [5 декабря] 1890, Санкт-Петербург — 21 октября 1941, Ульяновск, Куйбышевская область) — советский изобретатель в области техники связи, звуковой кинематографии и телемеханики.

## Биография
Родился 23 ноября (5 декабря) 1890 года в Санкт-Петербурге в семье крестьянина-бедняка, переехавшей на работу в город. Там же учился в начальной школе, четырёхклассном и техническом железнодорожном училище.
С 1908 года А. Ф. Шорин служил на электростанции Северо-Западной железной дороги машинистом, затем старшим машинистом и старшим техником на распределительном щите.
В 1911 году сдал экстерном экзамен на аттестат зрелости, поступил в петербургский Электротехнический институт (окончить его Шорину удалось только в 1922 году). В 1914 года мобилизован и направлен на постройку и эксплуатацию Царскосельской радиостанции для международной связи. В Царском селе выполнил ряд экспериментальных работ в области распространения радиоволн и техники радиосвязи, в том числе опыты с буквопечатающей аппаратурой.
В начале 1919 года Шорин переехал в Нижний Новгород и был назначен исполняющим обязанности заведующего Нижегородской лабораторией и учёным специалистом. Здесь он выполнил ряд научно-исследовательских работ, в том числе была разработана и введена в эксплуатацию система буквопечатающих станций Бодо с трансляцией по радио в разные города через Московскую радиостанцию.
В 1922—1927 годы А. Ф. Шорин занимал должность заведующего радиоотделом и директора по радио Треста заводов слабого тока. В этот период Шорин, в частности, разработал проект радиофикации Персии и руководил его осуществлением. В 1927—1932 годы А. Ф. Шорин — директор Центральной лаборатории проводной связи. Одновременно с 1922 года Шорин был доцентом, а в 1925—1933 годы — профессором Электротехнического института, преподавал там курс «Основы проектирования радиосвязи», с 1931 года заведовал кафедрой проводной связи Электротехнической военной академии.
Работая в Центральной лаборатории проводной связи, Шорин создал систему оптической записи и воспроизведения звука на киноплёнку. Эта система применялась при создании ряда советских звуковых фильмов (в титрах указывалось — «звук записан по методу проф. Шорина»). Кроме того, Шорин разработал систему механической звукозаписи, в которой в качестве носителя также использовалась киноплёнка. Аппарат под названием «шоринофон» выпускался промышленно, в том числе и в портативном варианте, использовался для репортажной звукозаписи.
Занимался также проблемами цветного кино, кардиографии, электроакустики. Занимался радиотехникой, телеграфией и звукозаписью. Автор буквопечатающего телеграфного аппарата (1928), системы фотографической звукозаписи для звукового кино (1928) и механической записи и воспроизведения звука (так называемый шоринофон, 1932—34) и др.
Умер 21 октября 1941 года, находясь в эвакуации, в Ульяновске, где он работал на Заводе имени Володарского. Похоронен на Воскресенском кладбище в Ульяновске.

## Награды и премии
- орден Ленина (22 апреля 1934) — за ценные изобретения в деле обороны
- Сталинская премия I степени (14 марта 1941) — за изобретение метода и аппаратуры для механической записи на плёнку и воспроизведения звука
- многочисленные ведомственные премии и отличия

## Память
- В Санкт-Петербурге на ул. Блохина, д. 6, где жил Александр Фёдорович, установлена мемориальная доска.

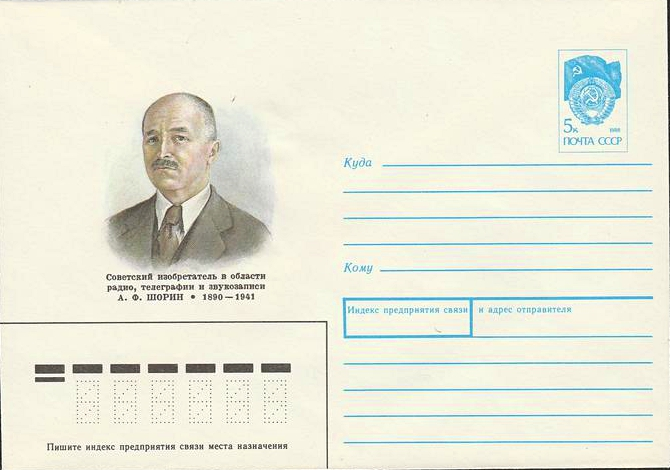
ХМК СССР, 1990 г. — Советский изобретатель А. Ф. Шорин

- ХМК СССР, 1990 г. — Советский изобретатель А. Ф. ШоринВ 1990 году Министерство связи СССР выпустило художественный маркированный конверт (ХМК) к столетию изобретателя[3].
- Улица Шорина в Нижнем Новгороде.